# Pál Gyula (festő)
Pál Gyula (Kállósemjén, 1928. július 26. – Nyíregyháza, 1981. április 1.) magyar festő és grafikus.

## Élete
Tanulmányait Diószegi Balázs tanítványaként a nyíregyházi szabadiskolában, majd a Magyar Képzőművészeti Főiskolán folytatta. Mesterei: Domanovszky Endre, Bencze László és Hincz Gyula voltak. Kalocsán és Demecserben, majd 1963-tól a nyíregyházi Tanárképző Főiskolán tanított. Alapító tagja volt a hajdúböszörményi és a nyíregyháza-sóstói művésztelepeknek, valamint Lengyelországban a Baltyek Plenernek. Halála után két évvel, 1983-ban Nyíregyháza legrangosabb kiállítótermét nevezték el róla. Tanítványa volt Sipos László    fotóművész.

## Kiállításai

### Egyéni kiállításai
- Budapest, Fényes Adolf Terem (1966)
- Miskolc, Képcsarnok (1965, 1966, 1967)
- Debrecen, Medgyessy-terem (1968)
- Nyíregyháza, Művelődési Központ (1978)
- Budapest, Műcsarnok (1981)
- Nyíregyháza, Jósa András Múzeum (1981)
- Hajdúböszörmény, Hajdúsági Múzeum (1986)
- Nyíregyháza, Emlékkiállítás (2006)

### Csoportos kiállításai
- Budapest, Magyar Nemzeti Galéria (1972)
- Budapest, Műcsarnok (1971, 1977)
- Csehszlovákia (1965)
- Lengyelország (1973)
- Szovjetunió (1974)

## Művei közgyűjteményekben
- Magyar Nemzeti Galéria, Budapest
- Déri Múzeum, Debrecen
- Hajdúsági Múzeum, Hajdúböszörmény
- Báthory István Múzeum, Nyírbátor
- Jósa András Múzeum, Nyíregyháza
- Vay Ádám Múzeum, Vaja
- Ungvári Múzeum, Ungvár, Ukrajna

## Díjai
- Alföldi tárlatok díjai (1970 és 1980 között)
- Káplár-díj (1969)
- Nyíregyháza Örökváltsága Pályázat, I. díj (1974)
- Debreceni Nyári Tárlat díja (1976)
- Szabolcs-Szatmár Megye Művészeti Díja (1969 és 1981)